# Hieracium monanthum
Hieracium monanthum es una especie de planta con flor del género Hieracium, de la familia Asteraceae, orden Asterales.

## Distribución
Hieracium monanthum se distribuye por Islandia.

## Taxonomía
Fue descrita científicamente por Omang.